# ديف واتكينز
ديف واتكينز (بالإنجليزية: Dave Watkins)‏ هو لاعب كرة قاعدة وطبيب أمريكي، ولد في 15 مارس 1944 في أوينسبورو في الولايات المتحدة.

## وصلات خارجية
- ديف واتكينز على موقع دوري كرة القاعدة الرئيسي (الإنجليزية)
- ديف واتكينز على موقعبيزبول رفرنس.كوم (الدوري الرئيسي) (الإنجليزية)
- ديف واتكينز على موقعبيزبول رفرنس.كوم (الدوري الثانوي) (الإنجليزية)
- ديف واتكينز على موقع إي إس بي إن.كوم (أم.أل.بي) (الإنجليزية)
- ديف واتكينز على موقع مشجعي الرسوم البيانية (الإنجليزية)